# 우토번
우토번(일본어: 宇土藩 うとはん[*])은 쿠마모토번의 지번이다.

## 개요
번청으로는 우토 (현 우토시)에 진야가 놓였다. 쇼호 3년 (1646년), 쿠마모토번 2대 번주 호소카와 미츠나오의 사촌형제 유키타카 (초대 타다토시의 동생・타츠타카의 아들)가 우토군・시모마시키군에 3만석을 나누어주어 현재 신코지마치로 불리는 혼마치스지 남쪽의 한쪽에 진야 (저택)를 지었다. 6대 타츠히로와 8대 타츠마사는 쿠마모토번주가 되었다. 총 11대 225년간 다스렸고, 메이지 3년 (1870년), 쿠마모토번에 합병하면서 폐번되었다.
에도 번저택은 나가타쵸에 카미야시키, 아타고의 시모야시키, 진보코우시에 나카야시키, 시라긴사루쵸에 시모야시키가 있었다. 또, 오사카 나카노시마 죠안쵸에 오사카 번저택이 있었다.

## 역대 번주

### 호소카와가
도자마 3만석 (1646년 ~ 1870년)
1. 유키타카(行孝)
2. 아리타카(有孝)
3. 오키나리(興生)
4. 오키사토(興里)
5. 오키노리(興文)
6. 다쓰히로(立礼) - 후의 구마모토 제8대 번주 호소카와 나리시게
7. 다쓰유키(立之)
8. 다쓰마사(立政) - 후의 구마모토 제10대 번주 호소카와 나리모리
9. 유키카(行芬)
10. 다쓰노리(立則)
11. 유키자네(行真)

## 같이 보기
- 폐번치현